# Llista de topònims de Prats de Lluçanès
Llista de topònims (noms propis de lloc) del municipi de Prats de Lluçanès, a Osona
Informació actualitzada per un bot. Els canvis manuals es perdran quan s'actualitzi!

## casa
| imatge | Nom        | Ubicat a          | instància de | Detalls                                  | coordenades                                                                                          | Protecció                                  | Commons (més fotos) | Dades a WD                    |
| ------ | ---------- | ----------------- | ------------ | ---------------------------------------- | --- | ------------------------------------------ | ------------------- | ----------------------------- |
|        | Cal Bernat | Prats de Lluçanès | casa         | Estil: arquitectura popular 17th century | 42° 00′ 31″ N, 2° 01′ 38″ E / 42.00865°N,2.02722°E ca:c/ Rescolsa, 35. Nucli urbà. Prats de Lluçanès | bé integrant del patrimoni cultural català |                     | Modifica les dades a Wikidata |
|        | Cal Casals | Prats de Lluçanès | casa         | Estil: arquitectura eclèctica            | 42° 00′ 26″ N, 2° 01′ 46″ E / 42.00725°N,2.02943°E                                                   | bé integrant del patrimoni cultural català |                     | Modifica les dades a Wikidata |
|        | Can Bach   | Prats de Lluçanès | casa         | Estil: arquitectura popular              | 42° 00′ 32″ N, 2° 01′ 50″ E / 42.00882°N,2.03055°E                                                   | bé integrant del patrimoni cultural català |                     | Modifica les dades a Wikidata |

## església
| imatge | Nom                                        | Ubicat a          | instància de      | Detalls                                                                | coordenades                                                                                      | Protecció                                  | Commons (més fotos)                      | Dades a WD                    |
| ------ | ------------------------------------------ | ----------------- | ----------------- | ---------------------------------------------------------------------- | ------------------------------------------------------------------------------------------------ | ------------------------------------------ | ---------------------------------------- | ----------------------------- |
|        | Ermita de Sant Sebastià                    | Prats de Lluçanès | església          | Estil: arquitectura neoclàssica                                        | 42° 00′ 32″ N, 2° 01′ 04″ E / 42.00891°N,2.0178596°E                                             | bé integrant del patrimoni cultural català | Sant Sebastià de Prats de Lluçanès       | Modifica les dades a Wikidata |
|        | Mare de Déu de Lurdes                      | Prats de Lluçanès | església santuari | Arquitecte: Josep Maria Pericas i Morros Estil: arquitectura eclèctica | 42° 00′ 31″ N, 2° 02′ 19″ E / 42.00872°N,2.03848°E                                               | bé integrant del patrimoni cultural català | Santuari de Lourdes de Prats de Lluçanès | Modifica les dades a Wikidata |
|        | Sant Andreu de Llanars                     | Prats de Lluçanès | església          | Estil: arquitectura romànica 12nd century                              | 42° 00′ 14″ N, 2° 00′ 33″ E / 42.003993°N,2.009072°E ca:Sector oest del terme municipal 700 msnm | bé integrant del patrimoni cultural català | Sant Andreu de Llanars                   | Modifica les dades a Wikidata |
|        | Sant Marçal                                | Prats de Lluçanès | església capella  | Estil: arquitectura popular 18th century                               | 42° 00′ 57″ N, 2° 02′ 31″ E / 42.01595°N,2.04203°E ca:Sector nord-est del terme municipal        | bé integrant del patrimoni cultural català | Sant Marçal de Prats de Lluçanès         | Modifica les dades a Wikidata |
|        | Sant Vicenç de Prats de Lluçanès           | Prats de Lluçanès | església          | Estil: arquitectura barroca 17th century                               | 42° 00′ 33″ N, 2° 01′ 46″ E / 42.00919°N,2.02944°E ca:Pl. de l'Església 709 msnm                 | bé integrant del patrimoni cultural català | Sant Vicenç de Prats de Lluçanès         | Modifica les dades a Wikidata |
|        | Santa Eulàlia de Pardines                  | Prats de Lluçanès | església          | 18th century                                                           | 41° 59′ 10″ N, 2° 01′ 14″ E / 41.98604°N,2.02063°E ca:Sector sud del terme municipal             | bé integrant del patrimoni cultural català | Santa Eulàlia de Pardines                | Modifica les dades a Wikidata |
|        | capella de Santa Llúcia de Galobardes      | Prats de Lluçanès | església          | Estil: arquitectura romànica                                           | 42° 00′ 03″ N, 2° 01′ 28″ E / 42.00096°N,2.02449°E                                               | bé integrant del patrimoni cultural català |                                          | Modifica les dades a Wikidata |
|        | església de la Mare de Déu de la Bona Sort | Prats de Lluçanès | església          | Estil: arquitectura romànica                                           | 42° 00′ 24″ N, 2° 01′ 46″ E / 42.00666°N,2.02957°E                                               | bé integrant del patrimoni cultural català | Mare de Déu de la Bona Sort              | Modifica les dades a Wikidata |

## font
| imatge | Nom                  | Ubicat a          | instància de | Detalls                                  | coordenades                                                                                        | Protecció                                  | Commons (més fotos)                | Dades a WD                    |
| ------ | -------------------- | ----------------- | ------------ | ---------------------------------------- | -------------------------------------------------------------------------------------------------- | ------------------------------------------ | ---------------------------------- | ----------------------------- |
|        | font de la Bernadeta | Prats de Lluçanès | font         |                                          | 42° 00′ 22″ N, 2° 02′ 46″ E / 42.0061440414465°N,2.04609992496813°E                                |                                            |                                    | Modifica les dades a Wikidata |
|        | les Tres Fonts       | Prats de Lluçanès | font         | Estil: arquitectura popular 18th century | 42° 00′ 27″ N, 2° 01′ 38″ E / 42.00753°N,2.02718°E ca:c/ de la Font. Nucli urbà. Prats de Lluçanès | bé integrant del patrimoni cultural català | Les Tres Fonts (Prats de Lluçanès) | Modifica les dades a Wikidata |

## granja
| imatge | Nom                 | Ubicat a          | instància de | Detalls | coordenades                                                         | Protecció | Commons (més fotos) | Dades a WD                    |
| ------ | ------------------- | ----------------- | ------------ | ------- | ------------------------------------------------------------------- | --------- | ------------------- | ----------------------------- |
|        | Granges del Senglar | Prats de Lluçanès | granja       |         | 42° 00′ 53″ N, 2° 02′ 11″ E / 42.0147058561801°N,2.03648552806733°E |           |                     | Modifica les dades a Wikidata |
|        | la Granja           | Prats de Lluçanès | granja       |         | 42° 00′ 29″ N, 2° 01′ 33″ E / 42.008031405814°N,2.02574195799966°E  |           |                     | Modifica les dades a Wikidata |

## masia
| imatge | Nom                        | Ubicat a                 | instància de     | Detalls                                                           | coordenades | Protecció                                            | Commons (més fotos) | Dades a WD                    |
| ------ | -------------------------- | ------------------------ | ---------------- | ----------------------------------------------------------------- | --- | ---------------------------------------------------- | ------------------- | ----------------------------- |
|        | Cal Butxaca                | Prats de Lluçanès        | masia            | 18th century                                                      | 42° 00′ 18″ N, 2° 00′ 58″ E / 42.0050572642263°N,2.01600618859776°E ca:Sector oest del terme municipal                       |                                                      |                     | Modifica les dades a Wikidata |
|        | Cal Canal                  | Prats de Lluçanès        | masia            |                                                                   | 42° 00′ 08″ N, 2° 01′ 06″ E / 42.0023302796004°N,2.01834245514835°E                                                          |                                                      |                     | Modifica les dades a Wikidata |
|        | Cal Dama                   | Prats de Lluçanès        | masia            | 18th century                                                      | 42° 00′ 43″ N, 2° 01′ 51″ E / 42.0118582215916°N,2.03094903448584°E ca:Sector nord del terme municipal                       |                                                      |                     | Modifica les dades a Wikidata |
|        | Cal Guerxo                 | Prats de Lluçanès        | masia            | 19th century                                                      | 42° 00′ 02″ N, 2° 00′ 59″ E / 42.0006°N,2.01638°E ca:Sector oest del terme municipal                                         |                                                      |                     | Modifica les dades a Wikidata |
|        | Cal Vaquetes               | Prats de Lluçanès        | masia            | 19th century                                                      | 42° 00′ 40″ N, 2° 01′ 34″ E / 42.0111949474492°N,2.02600767312474°E ca:c/ Roca d'en Bràs, s/n. Nucli urbà. Prats de Lluçanès |                                                      |                     | Modifica les dades a Wikidata |
|        | Can Camps                  | Prats de Lluçanès        | masia            |                                                                   | 42° 00′ 37″ N, 2° 01′ 51″ E / 42.0103700942408°N,2.03070594030783°E                                                          |                                                      |                     | Modifica les dades a Wikidata |
|        | Can Magí                   | Prats de Lluçanès        | masia            |                                                                   | 41° 59′ 54″ N, 2° 00′ 52″ E / 41.9982437369441°N,2.01442078120618°E                                                          |                                                      |                     | Modifica les dades a Wikidata |
|        | Casa Nova de Lurda         | Prats de Lluçanès        | masia            |                                                                   | 42° 00′ 39″ N, 2° 02′ 17″ E / 42.0109371706315°N,2.03816067600149°E                                                          |                                                      |                     | Modifica les dades a Wikidata |
|        | Casa Nova del Riambau      | Prats de Lluçanès        | masia            |                                                                   | 42° 00′ 15″ N, 2° 01′ 25″ E / 42.0042024428378°N,2.02348191635376°E ca:Sector central del terme municipal                    |                                                      |                     | Modifica les dades a Wikidata |
|        | Casal de Soler de Nuc      | Prats de Lluçanès        | masia casa forta | Estil: arquitectura gòtica                                        | 41° 59′ 31″ N, 2° 00′ 25″ E / 41.991878°N,2.006859°E                                                                         | bé d'interès cultural bé cultural d'interès nacional |                     | Modifica les dades a Wikidata |
|        | Casanova de la Pedragosa   | Prats de Lluçanès        | masia            | Estil: arquitectura popular 19th century                          | 41° 58′ 49″ N, 2° 01′ 12″ E / 41.98022°N,2.01988°E ca:Sector sud del terme municipal                                         | bé integrant del patrimoni cultural català           |                     | Modifica les dades a Wikidata |
|        | Coll-lliscador             | Prats de Lluçanès        | masia            |                                                                   | 42° 00′ 24″ N, 2° 01′ 05″ E / 42.0067865782185°N,2.01811695801952°E                                                          |                                                      |                     | Modifica les dades a Wikidata |
|        | Fontcalenta                | Prats de Lluçanès        | masia            | 19th century                                                      | 41° 59′ 24″ N, 2° 01′ 34″ E / 41.99000317732°N,2.02607729687833°E ca:Sector sud del terme municipal                          |                                                      |                     | Modifica les dades a Wikidata |
|        | Galobardes                 | Prats de Lluçanès        | masia            | Estil: arquitectura popular 18th century Anomenat per: Galobardes | 41° 59′ 16″ N, 2° 00′ 41″ E / 41.98791°N,2.01146°E ca:Sector sud-oest del terme municipal                                    | bé integrant del patrimoni cultural català           |                     | Modifica les dades a Wikidata |
|        | Plangibert                 | Prats de Lluçanès        | masia            |                                                                   | 41° 59′ 53″ N, 2° 02′ 22″ E / 41.9981043811927°N,2.03941648637597°E                                                          |                                                      |                     | Modifica les dades a Wikidata |
|        | Puigvistós                 | Prats de Lluçanès        | masia            | 18th century                                                      | 41° 59′ 59″ N, 2° 00′ 49″ E / 41.9996329266244°N,2.01362657735066°E ca:Sector oest del terme municipal                       |                                                      |                     | Modifica les dades a Wikidata |
|        | Serra-seca                 | Prats de Lluçanès        | masia            |                                                                   | 41° 59′ 37″ N, 2° 01′ 50″ E / 41.9937159989747°N,2.03058441817671°E                                                          |                                                      |                     | Modifica les dades a Wikidata |
|        | Sorribes                   | Prats de Lluçanès        | masia            | 17th century                                                      | 42° 00′ 11″ N, 2° 01′ 46″ E / 42.0029738601334°N,2.02941750414042°E ca:Sector central del terme municipal                    |                                                      |                     | Modifica les dades a Wikidata |
|        | el Clot del Vilar          | Prats de Lluçanès        | masia            |                                                                   | 42° 00′ 33″ N, 2° 02′ 50″ E / 42.0091402814133°N,2.04732948727766°E                                                          |                                                      |                     | Modifica les dades a Wikidata |
|        | el Marçal                  | Prats de Lluçanès        | masia            |                                                                   | 42° 00′ 58″ N, 2° 02′ 29″ E / 42.0160983202259°N,2.04144047535091°E ca:Sector nord-est del terme municipal                   |                                                      |                     | Modifica les dades a Wikidata |
|        | el Serradet de Sant Antoni | Prats de Lluçanès        | masia            |                                                                   | 42° 00′ 13″ N, 2° 01′ 34″ E / 42.0035664920788°N,2.02601536124593°E                                                          |                                                      |                     | Modifica les dades a Wikidata |
|        | la Caseta de Sant Sebastià | Prats de Lluçanès        | masia            | Estil: arquitectura popular 19th century                          | 42° 00′ 28″ N, 2° 01′ 22″ E / 42.0079°N,2.02267°E ca:Sector nord-oest del terme municipal                                    | bé integrant del patrimoni cultural català           |                     | Modifica les dades a Wikidata |
|        | la Coma del Forn           | Prats de Lluçanès        | masia            |                                                                   | 41° 58′ 43″ N, 2° 00′ 15″ E / 41.978691314569°N,2.00407616948402°E                                                           |                                                      |                     | Modifica les dades a Wikidata |
|        | la Farinera                | Prats de Lluçanès        | masia            |                                                                   | 41° 59′ 11″ N, 2° 01′ 32″ E / 41.9864776681945°N,2.02561194165506°E ca:Sector sud del terme municipal                        |                                                      |                     | Modifica les dades a Wikidata |
|        | la Pedregosa               | Oristà Prats de Lluçanès | masia            | Estil: arquitectura popular 17th century                          | 41° 58′ 55″ N, 2° 01′ 36″ E / 41.98204°N,2.02672°E ca:Sector nord-oest del terme municipal                                   | bé integrant del patrimoni cultural català           |                     | Modifica les dades a Wikidata |
|        | la Roca d'en Feliu         | Prats de Lluçanès        | masia            | Estil: arquitectura popular                                       | 42° 00′ 07″ N, 2° 00′ 54″ E / 42.00205°N,2.01508°E                                                                           | bé integrant del patrimoni cultural català           |                     | Modifica les dades a Wikidata |
|        | la Vila                    | Prats de Lluçanès        | masia            | Estil: arquitectura popular                                       | 42° 00′ 20″ N, 2° 00′ 29″ E / 42.00557°N,2.00819°E                                                                           | bé integrant del patrimoni cultural català           |                     | Modifica les dades a Wikidata |
|        | les Vinyes                 | Prats de Lluçanès        | masia            | Estil: arquitectura popular 18th century                          | 42° 00′ 11″ N, 2° 00′ 55″ E / 42.00303°N,2.01534°E ca:Sector oest del terme municipal                                        | bé integrant del patrimoni cultural català           |                     | Modifica les dades a Wikidata |

## molí d'aigua
| imatge | Nom                | Ubicat a          | instància de | Detalls                                                           | coordenades                                                                                | Protecció                                  | Commons (més fotos) | Dades a WD                    |
| ------ | ------------------ | ----------------- | ------------ | ----------------------------------------------------------------- | ------------------------------------------------------------------------------------------ | ------------------------------------------ | ------------------- | ----------------------------- |
|        | Molí de Galobardes | Prats de Lluçanès | molí d'aigua | Estil: arquitectura popular 18th century Anomenat per: Galobardes | 41° 59′ 15″ N, 2° 00′ 49″ E / 41.987392°N,2.01355°E ca:Sector sud del terme municipal      | bé integrant del patrimoni cultural català |                     | Modifica les dades a Wikidata |
|        | Molí de Marçal     | Prats de Lluçanès | molí d'aigua | Estil: arquitectura popular                                       | 42° 01′ 04″ N, 2° 02′ 26″ E / 42.017686°N,2.040692°E                                       | bé integrant del patrimoni cultural català |                     | Modifica les dades a Wikidata |
|        | Molí de Sorribes   | Prats de Lluçanès | molí d'aigua | Estil: arquitectura popular 18th century                          | 42° 00′ 05″ N, 2° 01′ 51″ E / 42.001329°N,2.030891°E ca:Sector central del terme municipal | bé integrant del patrimoni cultural català |                     | Modifica les dades a Wikidata |
|        | Molí del Cingle    | Prats de Lluçanès | molí d'aigua | Estil: arquitectura popular 17th century                          | 41° 59′ 51″ N, 2° 02′ 02″ E / 41.997553°N,2.033859°E ca:Sector est del terme municipal     | bé integrant del patrimoni cultural català |                     | Modifica les dades a Wikidata |

## muntanya
| imatge | Nom                   | Ubicat a          | instància de | Detalls | coordenades                                                         | Protecció | Commons (més fotos) | Dades a WD                    |
| ------ | --------------------- | ----------------- | ------------ | ------- | ------------------------------------------------------------------- | --------- | ------------------- | ----------------------------- |
|        | Roca de Sant Sebastià | Prats de Lluçanès | muntanya     |         | 42° 00′ 38″ N, 2° 01′ 01″ E / 42.01043056°N,2.01689972°E 742.5 msnm |           |                     | Modifica les dades a Wikidata |
|        | Serrat de les Arnes   | Prats de Lluçanès | muntanya     |         | 42° 00′ 51″ N, 2° 00′ 51″ E / 42.0142°N,2.01428°E 765 msnm          |           |                     | Modifica les dades a Wikidata |

## pont
| imatge | Nom                      | Ubicat a          | instància de | Detalls          | coordenades                                                                                               | Protecció | Commons (més fotos) | Dades a WD                    |
| ------ | ------------------------ | ----------------- | ------------ | ---------------- | --- | --------- | ------------------- | ----------------------------- |
|        | Pont del Marçal          | Prats de Lluçanès | pont         | Estat: bon estat | 42° 01′ 03″ N, 2° 02′ 29″ E / 42.0174°N,2.04132°E ca:Sector nord-est del terme municipal                  |           |                     | Modifica les dades a Wikidata |
|        | Pont del Rec del Marçal  | Prats de Lluçanès | pont         |                  | 42° 00′ 44″ N, 2° 03′ 01″ E / 42.0123083848652°N,2.05032558210611°E                                       |           |                     | Modifica les dades a Wikidata |
|        | Pont del molí del cingle | Prats de Lluçanès | pont         | Estat: bon estat | 41° 59′ 52″ N, 2° 02′ 12″ E / 41.99777°N,2.0368°E ca:Sector est del terme municipal                       |           |                     | Modifica les dades a Wikidata |
|        | el Pont Espatllat        | Prats de Lluçanès | pont         | Hi passa: B-432  | 42° 00′ 12″ N, 2° 02′ 08″ E / 42.0032421951646°N,2.03560798003652°E ca:Sector central del terme municipal |           |                     | Modifica les dades a Wikidata |

## serra
| imatge | Nom                    | Ubicat a                                    | instància de | Detalls | coordenades                                                     | Protecció | Commons (més fotos) | Dades a WD                    |
| ------ | ---------------------- | ------------------------------------------- | ------------ | ------- | --------------------------------------------------------------- | --------- | ------------------- | ----------------------------- |
|        | Serrat de Galobardes   | Oristà Prats de Lluçanès                    | serra        |         | 41° 58′ 48″ N, 2° 00′ 14″ E / 41.98°N,2.00388°E 688.9 msnm      |           |                     | Modifica les dades a Wikidata |
|        | Serrat de la Pedregosa | Oristà Prats de Lluçanès                    | serra        |         | 41° 59′ 03″ N, 2° 01′ 54″ E / 41.9843°N,2.03165°E 686.2 msnm    |           |                     | Modifica les dades a Wikidata |
|        | Serrat dels Garrics    | Lluçà Prats de Lluçanès Sant Martí d'Albars | serra        |         | 42° 01′ 16″ N, 2° 02′ 38″ E / 42.021°N,2.04398°E 711 711.3 msnm |           |                     | Modifica les dades a Wikidata |
|        | serrat Alt             | Olost Prats de Lluçanès                     | serra        |         | 41° 59′ 47″ N, 2° 02′ 39″ E / 41.9965°N,2.04426°E 693.8 msnm    |           |                     | Modifica les dades a Wikidata |

## Misc
| imatge | Nom                                        | Ubicat a          | instància de                                                                   | Detalls                                   | coordenades | Protecció                                            | Commons (més fotos)                        | Dades a WD                    |
| ------ | ------------------------------------------ | ----------------- | ------------------------------------------------------------------------------ | ----------------------------------------- | --- | ---------------------------------------------------- | ------------------------------------------ | ----------------------------- |
|        | Castell de Quer                            | Prats de Lluçanès | castell                                                                        | Estil: arquitectura romànica 11st century | 42° 00′ 04″ N, 2° 01′ 28″ E / 42.0011°N,2.02444°E ca:Sector central del terme municipal 698 msnm                | bé d'interès cultural bé cultural d'interès nacional | Castell de Quer                            | Modifica les dades a Wikidata |
|        | El Grau                                    | Prats de Lluçanès | vèrtex geodèsic                                                                | Alt: 1.2m                                 | 42° 00′ 51″ N, 2° 00′ 51″ E / 42.014213°N,2.014256°E 765.149 msnm                                               |                                                      |                                            | Modifica les dades a Wikidata |
|        | Museu Municipal Miquel Soldevila           | Prats de Lluçanès | edifici                                                                        | Estil: arquitectura popular 18th century  | 42° 00′ 22″ N, 2° 01′ 45″ E / 42.00599°N,2.02915°E ca:Carrer de la Bona Sort, 28. Nucli urbà. Prats de Lluçanès | bé integrant del patrimoni cultural català           |                                            | Modifica les dades a Wikidata |
|        | Polígon industrial Les Saleres             | Prats de Lluçanès | polígon industrial                                                             |                                           | 42° 00′ 21″ N, 2° 02′ 05″ E / 42.0058823672053°N,2.03468658158274°E                                             |                                                      |                                            | Modifica les dades a Wikidata |
|        | Prats de Lluçanès                          | Prats de Lluçanès | entitat singular de població capital municipal ens local històric de Catalunya | 2696 hab                                  | 42° 00′ 26″ N, 2° 01′ 46″ E / 42.00723221°N,2.02947869°E 706 msnm                                               |                                                      |                                            | Modifica les dades a Wikidata |
|        | Riera Gavarresa                            | Osona Bages       | curs d'aigua                                                                   | Desemboca: Llobregat                      | 42° 07′ 18″ N, 2° 05′ 42″ E / 42.121789°N,2.094932°E 41° 46′ 57″ N, 1° 54′ 32″ E / 41.782522°N,1.90877°E        |                                                      | Riera Gavarresa                            | Modifica les dades a Wikidata |
|        | casa consistorial de Prats de Lluçanès     | Prats de Lluçanès | casa consistorial                                                              |                                           | 42° 00′ 32″ N, 2° 01′ 50″ E / 42.0088236°N,2.0306774°E                                                          |                                                      | Casa de la Vila de Prats de Lluçanès       | Modifica les dades a Wikidata |
|        | creu de terme de Santa Eulàlia de Pardines | Prats de Lluçanès | creu de terme                                                                  |                                           | 41° 59′ 09″ N, 2° 01′ 19″ E / 41.985713629893525°N,2.021939214273505°E                                          |                                                      | Creu de terme de Santa Eulàlia de Pardines | Modifica les dades a Wikidata |